# Fuente de Monteoliveto

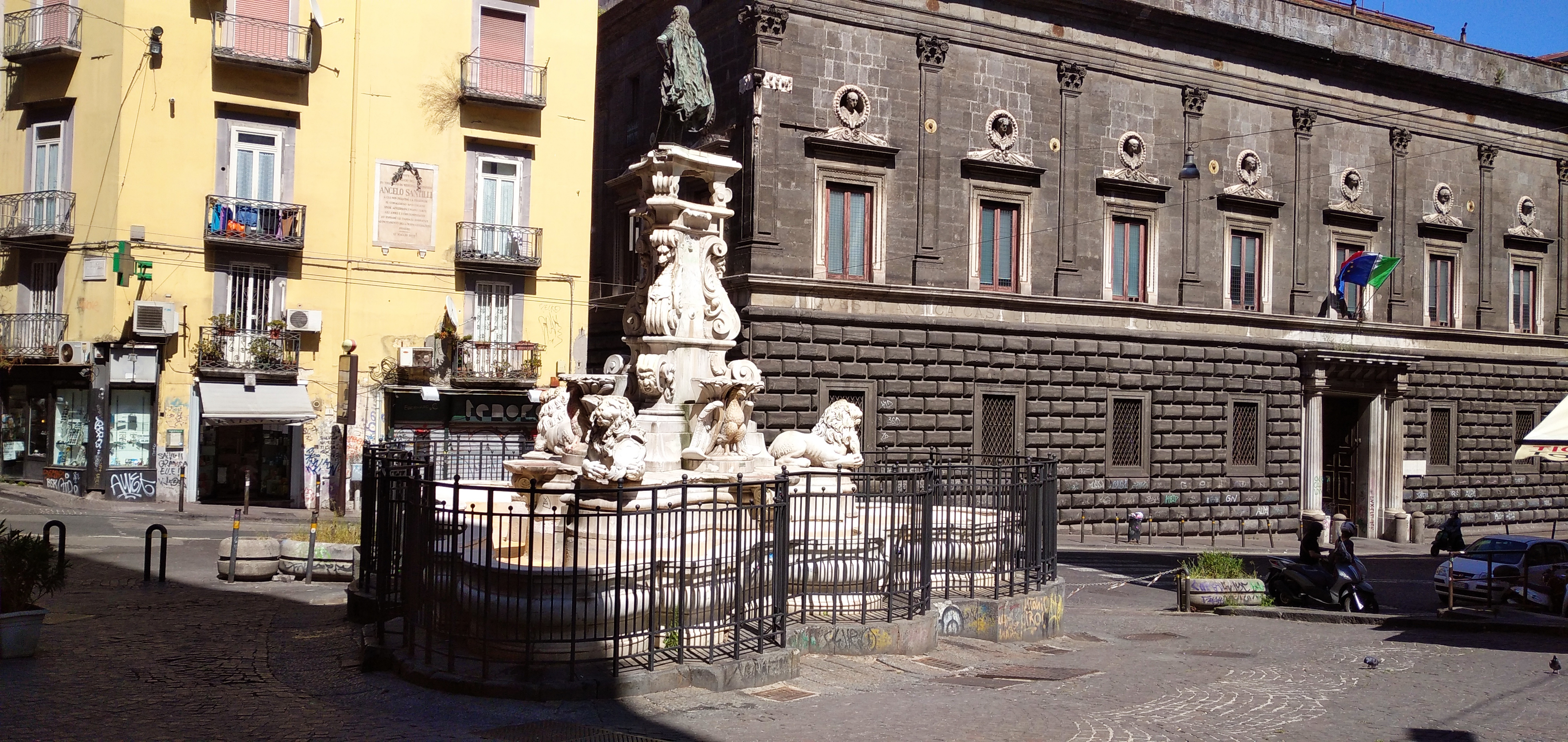
La Fuente de Monteoliveto.

La Fuente de Monteoliveto (Fontana de Monteoliveto, en italiano), llamada también Fuente del Rey Carlos II, se encuentra situada en la Piazza Trinità Maggiore de Nápoles (Italia).
Los trabajos de construcción se iniciaron en 1668 por los marmolistas Bartolomeo Mori y Pietro Sanbarberio con la supervisión del arquitecto e ingeniero Donato Antonio Cafaro. En 1671 moría Mori siendo sustituido por Dionisio Lazzari y por Mozzetti. De forma simultánea fueron contratados los servicios de los escultores Giovanni Maiorino y Giovanni D'Auria para la realización de la estatua de Carlos II en bronce, pero ambos no pudieron terminar los trabajos por lo que la realización fue encargada a Francesco D'Angelo que la terminó en 1673.
La estructura se presenta como una bañera ovalada de tres brazos con un pedestal de igual forma adornado con tres leones que sujetan entre su patas los escudos del rey, del virrey y de la ciudad, alternados con águilas que tienen sobre la base externa tres pequeñas bañeras en forma de concha. En el centro, hay un bastimento en forma de obelisco piramidal coronado por la estatua de Francesco D'Angelo sobre diseño de Cosimo Fanzago.